# Bahnstrecke Kristianstad–Helsingborg
| Bahnhof Perstorp | |                                             |                                             |
| Streckennummer: | 13 |                                             |                                             |
| Streckenlänge: | 106 km |                                             |                                             |
| Spurweite: | 1435 mm (Normalspur) |                                             |                                             |
| Stromsystem: | 15 kV 16 2/3 ~ |                                             |                                             |
| Streckengeschwindigkeit: | Bandel 942 Karpalund–Kristianstads gbg via Kristianstads central 160 km/h Bandel 941 (Hässleholm)–(Karpalund) 160 km/h Bandel 932 (Hässleholm)–(Åstorp) 130 km/h Bandel 933 (Helsingborgs rbg)–Åstorp 130 km/h Bandel 926 (Helsingborgs central)–Teckomatorp 140 km/h |                                             |                                             |
| | |                                             |                                             |
| \| \| \| von Åhus \| \| \| \| 0 \| Kristianstad C \| Kristianstad C \| \| \| \| von/nach Karlskrona \| \| \| \| 2 \| Helge å \| Helge å \| \| \| 3 \| Helge å \| Helge å \| \| \| 4,3 \| Karpalund ehem. Personenhalt \| Karpalund ehem. Personenhalt \| \| \| \| nach Hanaskog (bis 13. Dezember 2015)[2] \| \| \| \| 9,1 \| Önnestad \| Önnestad \| \| \| 12,8 \| Göinge Fridhem \| Göinge Fridhem \| \| \| 17,7 \| Vinslöv \| Vinslöv \| \| \| 21,1 \| Ignaberga \| Ignaberga \| \| \| 25 \| Attarp ehem. Personenhalt \| Attarp ehem. Personenhalt \| \| \| 26,2 \| Röinge \| Röinge \| \| \| \| Södra stambanan von Stockholm und Eldsberga \| \| \| \| 29,7 \| Hässleholm C \| Hässleholm C \| \| \| \| Södra stambanan nach Malmö \| \| \| \| 34 \| Almaån \| Almaån \| \| \| 35 \| Finja ehem. Personenhalt \| Finja ehem. Personenhalt \| \| \| 42 \| Tyringe \| Tyringe \| \| \| 50 \| Västra Torup ehem. Personenhalt \| Västra Torup ehem. Personenhalt \| \| \| 55 \| Perstorp \| Perstorp \| \| \| 57 \| Lillaryd \| Lillaryd \| \| \| 62 \| Hyllstofta ehem. Personenhalt \| Hyllstofta ehem. Personenhalt \| \| \| \| von Eslöv (Draisinenverkehr bis Ljungbyhed) \| \| \| \| 72 \| Klippan \| Klippan \| \| \| 75 \| Rönne å \| Rönne å \| \| \| 77 \| Kvidinge ehem. Personenhalt \| Kvidinge ehem. Personenhalt \| \| \| 80 \| Kärreberga ehem. Personenhalt \| Kärreberga ehem. Personenhalt \| \| \| \| von Ängelholm \| \| \| \| 82 \| Åstorp \| Åstorp \| \| \| \| nach Kävlinge \| \| \| \| \| Bahnstrecke Åstorp–Höganäs nach Kattarp \| \| \| \| 85 \| Gunnarstorp \| Gunnarstorp \| \| \| \| von Billesholm \| \| \| \| 88 \| Bjuv \| Bjuv \| \| \| 92 \| Mörarp \| Mörarp \| \| \| 97 \| Påarp \| Påarp \| \| \| 100 \| Ramlösabrunn \| Ramlösabrunn \| \| \| 100,5 \| Ättekulla \| Ättekulla \| \| \| \| von Malmö und Teckomatorp \| \| \| \| 103,5 \| Helsingborg godsbangård \| Helsingborg godsbangård \| \| \| 103 \| Ramlösa nur Pågatågen \| Ramlösa nur Pågatågen \| \| \| \| \| \| \| \| \| von Helsingør \| \| \| \| \| \| \| \| \| 106 \| Helsingborg C \| Helsingborg C \| \| \| \| nach Göteborg \| \| | |                                             |                                             |
| Strecke | | von Åhus                                    | von Åhus                                    |
| Bahnhof | 0 | Kristianstad C                              | Kristianstad C                              |
| Abzweig geradeaus, nach rechts und von rechts | | von/nach Karlskrona                         | von/nach Karlskrona                         |
| Brücke über Wasserlauf | 2 | Helge å                                     | Helge å                                     |
| Brücke über Wasserlauf | 3 | Helge å                                     | Helge å                                     |
| Dienststation / Betriebs- oder Güterbahnhof | 4,3 | Karpalund ehem. Personenhalt                | Karpalund ehem. Personenhalt                |
| Abzweig geradeaus und ehemals nach rechts | | nach Hanaskog (bis 13. Dezember 2015)       | nach Hanaskog (bis 13. Dezember 2015)       |
| Bahnhof | 9,1 | Önnestad                                    | Önnestad                                    |
| ehemaliger Bahnhof | 12,8 | Göinge Fridhem                              | Göinge Fridhem                              |
| Bahnhof | 17,7 | Vinslöv                                     | Vinslöv                                     |
| ehemaliger Bahnhof | 21,1 | Ignaberga                                   | Ignaberga                                   |
| Dienststation / Betriebs- oder Güterbahnhof | 25 | Attarp ehem. Personenhalt                   | Attarp ehem. Personenhalt                   |
| ehemaliger Haltepunkt / Haltestelle | 26,2 | Röinge                                      | Röinge                                      |
| Abzweig geradeaus und von rechts | | Södra stambanan von Stockholm und Eldsberga | Södra stambanan von Stockholm und Eldsberga |
| Bahnhof | 29,7 | Hässleholm C                                | Hässleholm C                                |
| Abzweig geradeaus und nach links | | Södra stambanan nach Malmö                  | Södra stambanan nach Malmö                  |
| Brücke über Wasserlauf | 34 | Almaån                                      | Almaån                                      |
| Dienststation / Betriebs- oder Güterbahnhof | 35 | Finja ehem. Personenhalt                    | Finja ehem. Personenhalt                    |
| Bahnhof | 42 | Tyringe                                     | Tyringe                                     |
| Dienststation / Betriebs- oder Güterbahnhof | 50 | Västra Torup ehem. Personenhalt             | Västra Torup ehem. Personenhalt             |
| Bahnhof | 55 | Perstorp                                    | Perstorp                                    |
| Dienststation / Betriebs- oder Güterbahnhof | 57 | Lillaryd                                    | Lillaryd                                    |
| Dienststation / Betriebs- oder Güterbahnhof | 62 | Hyllstofta ehem. Personenhalt               | Hyllstofta ehem. Personenhalt               |
| Abzweig geradeaus und ehemals von links | | von Eslöv (Draisinenverkehr bis Ljungbyhed) | von Eslöv (Draisinenverkehr bis Ljungbyhed) |
| Bahnhof | 72 | Klippan                                     | Klippan                                     |
| Brücke über Wasserlauf | 75 | Rönne å                                     | Rönne å                                     |
| Dienststation / Betriebs- oder Güterbahnhof | 77 | Kvidinge ehem. Personenhalt                 | Kvidinge ehem. Personenhalt                 |
| Dienststation / Betriebs- oder Güterbahnhof | 80 | Kärreberga ehem. Personenhalt               | Kärreberga ehem. Personenhalt               |
| Abzweig geradeaus und von rechts | | von Ängelholm                               | von Ängelholm                               |
| Bahnhof | 82 | Åstorp                                      | Åstorp                                      |
| Abzweig geradeaus und nach links | | nach Kävlinge                               | nach Kävlinge                               |
| Abzweig geradeaus und nach rechts | | Bahnstrecke Åstorp–Höganäs nach Kattarp     | Bahnstrecke Åstorp–Höganäs nach Kattarp     |
| ehemaliger Bahnhof | 85 | Gunnarstorp                                 | Gunnarstorp                                 |
| Abzweig geradeaus und ehemals von links | | von Billesholm                              | von Billesholm                              |
| Bahnhof | 88 | Bjuv                                        | Bjuv                                        |
| Bahnhof | 92 | Mörarp                                      | Mörarp                                      |
| Bahnhof | 97 | Påarp                                       | Påarp                                       |
| ehemaliger Bahnhof | 100 | Ramlösabrunn                                | Ramlösabrunn                                |
| Dienststation / Betriebs- oder Güterbahnhof | 100,5 | Ättekulla                                   | Ättekulla                                   |
| Abzweig geradeaus und von links | | von Malmö und Teckomatorp                   | von Malmö und Teckomatorp                   |
| Dienststation / Betriebs- oder Güterbahnhof | 103,5 | Helsingborg godsbangård                     | Helsingborg godsbangård                     |
| Haltepunkt / Haltestelle | 103 | Ramlösa nur Pågatågen                       | Ramlösa nur Pågatågen                       |
| Abzweig geradeaus und ehemals nach links · Strecke von rechts (außer Betrieb) | |                                             |                                             |
| Strecke · Eisenbahnfähre (Strecke außer Betrieb) | | von Helsingør                               | von Helsingør                               |
| Tunnelanfang | |                                             |                                             |
| Bahnhof (im Tunnel) | 106 | Helsingborg C                               | Helsingborg C                               |
| Tunnelende | | nach Göteborg                               | nach Göteborg                               |

Die Bahnstrecke Kristianstad–Helsingborg ist eine elektrifizierte Eisenbahnstrecke auf der Verbindung Kristianstad–Hässleholm–Helsingborg in Schweden. Die Bahnstrecke verbindet das östliche und westliche Skåne.
Die Strecke trägt den Namen Skånebanan. Dies ist keine historische Bezeichnung, sondern ein von Banverket 1990 gebildeter Begriff.

## Geschichte

### Kristianstad–Hässleholm
Als Mitte der 1850er Jahre die Södra stambana durch Skåne gebaut wurde, wurde eine Verlängerung bis Hässleholm errichtet. Die Einwohner von Kristianstad untersuchten die Chance für eine Nebenstrecke. Die Strecke wurde vollständig privat finanziert, da der schwedische Staat kein Geld beitragen wollte. Den größten Anteil an den Baukosten übernahm die Stadt Kristianstad. 1863 wurde die Christianstad–Hessleholms Jernväg (CHJ) gegründet. Im Juli 1865 konnte die Strecke eingeweiht werden. Beide Könige, der schwedische und der dänische, nahmen an der Einweihung in Kristianstad teil. Dies unterstreicht die Bedeutung Kristianstads für die Geschichte.
Der größte Konkurrent von CHJ war Östra Skånes Järnvägar (ÖSJ), welche Strecken nach Hörby und Brösarp besaß. 1936 kaufte CHJ ÖSJ auf und die Strecken um Kristianstad mit Ausnahme der Blekinge Kustbana wechselten den Besitzer. 1944 wurde die CHJ verstaatlicht und Teil von Statens Järnvägar. 1955 wurde die Bahn elektrifiziert.

### Hässleholm–Helsingborg
In Helsingborg wurde seit 1859 darüber diskutiert, dass die Stadt einen Anschluss an die Södra stambana erhalten solle. Verschiedene alternative Strecken wurden verworfen. Schließlich wurde 1865 eine Eisenbahnstrecke in Richtung Südosten nach Eslöv eröffnet. Eine Eisenbahnstrecke nach Norden wurde von der Hälsingborg-Hässleholms Järnväg (HHJ) in den 1870er Jahren gebaut und 1875 vollendet.
Åstorp erhielt eine weitere Anbindung an Helsingborg, als die Skåne Hallands Järnväg (SHJ) 1885 die Strecke Helsingborg-Halmstad mit der Nebenstrecke Kattarp–Åstorp eröffnete. Die Zeit der SHJ währte nicht lange, das Unternehmen wurde bereits 1896 verstaatlicht und so wurde die Västkustbana geschaffen.
1940 wurde die HHJ verstaatlicht und die Strecke 1943 elektrifiziert. Anfang der 1970er wurde der lokale Personenverkehr eingestellt, um nach 1991 eine Renaissance zu erleben. Dies wird als Folge der schwedischen Bahnreform angesehen. 1991 bekamen die schwedischen Län in diesem Zuge die Zuständigkeit für den lokalen Schienenpersonennahverkehr. Im selben Jahr wurde der Pågatåg Helsingborg–Bjuv eingerichtet und sieben Jahre später nach Åstorp und 2007 nach Kristianstad verlängert.

## Personenverkehr
Seit dem 17. Juni 2007 ist der komplette Personenverkehr auf der Skånebana in das Pågatåg-Netz integriert. Die Umleitungsbahn über Kattarp verkehrt seit dem 13. Dezember 2009 zweimal pro Tag und Richtung.

## Güterverkehr
Auf dem Streckenabschnitt
- Helsingborg – Hässleholm verkehren die Güterzüge von Green Cargo und TGOJ.
- Hässleholm – Kristianstad verkehren die Güterzüge von Green Cargo.
- Åstorp – Billesholm fuhren zweimal am Tag Green Cargo Sperrfahrten (Vagnuttagningar, seit 2009 Spärrfärd).
- Åstorp – Vejbyslätt verkehrten die Tunnelsegmentzüge von Banverket, die Segmente wurden im Hallandsåstunnel verbaut.
- Åstorp – Helsingborg – Åstorp verkehren Güterzüge von Green Cargo.

Durch den Tunnel in Helsingborg dürfen keine Güterzüge fahren. Aus diesem Grund verkehren alle Züge von Helsingborg godsbangård über Ramlösa und Åstorp nach Kattarp. Der Güterverkehr zur Västkustbana fährt von Helsingborg über Åstorp nach Ängelholm, der Güterverkehr von der Västkustbana über Ängelholm nach Åstorp und danach über Bjuv und Ramlösa nach Helsingborg.
Den meistbefahrenen Teil der Skånebana nutzen täglich zehn bis elf Güterzüge. Die Strecke lässt eine Achslast bis zu 22,5 Tonnen zu. Die Erhöhung der zulässigen Achslast ist geplant.

## Hanaskog–Karpalund
Die Strecke war schon länger ohne planmäßigen Betrieb sowie in einem schlechten Zustand. Mit Beschluss vom 29. März 2011 wurde der Unterhalt der Strecke eingestellt. Mit Wirkung vom 23. Dezember 2015 wurde die Strecke Hanaskog–Karpalund stillgelegt.

## Probleme der Bahn

### Lange Reisezeit
Die Reisezeit zwischen Kristianstad und Helsingborg beträgt etwa 90 Minuten. Die gleiche Fahrzeit ist mit dem Auto auf der Strecke von Tür zu Tür ebenso zu erreichen. Eine konkurrenzfähige Reisezeit soll zu einer wesentlichen Erhöhung der Fahrgastzahlen führen. In den Stoßzeiten würde dies jedoch zu Kapazitätsproblemen auf der Strecke Åstorp – Helsingborg führen.

### Schlechter Komfort
Der Komfort ist östlich von Hässleholm gut, auf der Strecke Hässleholm – Åstorp jedoch sehr schlecht. Dieser Streckenabschnitt ist technisch so veraltet, dass der nicht Güterverkehr pünktlich zu betreiben ist. Das maximale Transportvolumen ist unökonomisch. Bei Rönne gibt es geotechnische Setzungsprobleme, die eine Herabsetzung der Höchstgeschwindigkeit nötig machen.
Die größten Probleme der Skånebana sind:
- Die Verspätungen übersteigen ein Niveau, welches mit 30 bis 40 Prozent nicht akzeptabel ist.
- Die Reisezeit Hässleholm – Helsingborg ist zu lang.
- Kapazitätsproblem auf der Strecke Åstorp – Helsingborg.

## Zukünftiger Zugverkehr

### Umrüstungen
In den Jahren 2008 und 2009 wurden die Bahnsteige in Bjuv, Åstorp, Klippan, Perstorp und Tyringe angehoben und verlängert. 2010 folgte der zweite Bahnsteig in Klippan.
Sowohl die Gleise, Oberleitungen und Schwellen müssen ausgebaut werden. Gleichzeitig konstatierte Banverket 2009 in einem Bericht, dass zwischen Påarp und Ramlösa Kapazitätsprobleme bestehen, weil Güterzüge bei Ramlösa die doppelgleisige Västkustbana kreuzen müssen, um den Güterbahnhof zu erreichen, was Halte und Wartezeiten bedeutet. Eine Lösung wäre, eine neue Ausweichspur in Ättekulla zu bauen.
Zu Jahresbeginn 2011 sollen dafür die Gleise und Schwellen zwischen Hässleholm und Klippan ausgebaut und gleichzeitig die Ausweichsspur in Ättekulla für 750 m lange Züge angepasst werden. In den Jahren 2012 und 2013 werden Kontaktleitungen und die Masten auf der Strecke Hässleholm–Åstorp ausgewechselt. Auf lange Sicht soll die Strecke so umgerüstet werden, dass auf dem Teilstück Hässleholm–Helsingborg mit 160 km/h gefahren werden kann. Durch die Erhöhung der Geschwindigkeit würde die Reisezeit zwischen Kristianstad–Helsingborg auf etwa eine Stunde sinken.

### Planungen
Es gibt Pläne für eine Europabana von Stockholm über Jönköping und Helsingborg nach Kopenhagen, die 2030 einsatzbereit sein soll. Die Strecke Jönköping-Helsingborg soll nur von schnellen Personenzügen bedient werden. Der Abschnitt Helsingborg–Kopenhagen wird von schweren Güterzügen benutzt werden. In diesem Fall müssten viele Güterzüge zwischen Hässleholm und Helsingborg über die Skånebanan, die zweispurig ausgebaut werden würde, ausweichen.